# Geographers Creek
Der Geographers Creek (englisch; polnisch Potok Geografów ‚Geographenbach‘) ist ein kleiner Bach auf King George Island im Archipel der Südlichen Shetlandinseln.
Der etwa 800 m lange Geographers Creek mündet nahe der Arctowski-Station am Ufer der Admiralty Bay in den Petrified Forest Creek.
Polnische Wissenschaftler benannten ihn 1980 nach den Geographen der von 1977 bis 1978 durchgeführten polnischen Antarktisexpedition. Eine gewisse Verwechslungsgefahr besteht mit dem Geographenbach auf der Fildes-Halbinsel.